# Basilio Nieto
Basilio Nieto Barranco (Valencia, 8 agosto 1916 – Arenys de Mar, 7 novembre 2007) è stato un calciatore spagnolo.
In attività giocava nel ruolo di attaccante.
Con il Barcellona vinse un campionato nella stagione 1944-1945.

## Palmarès

### Club

#### Competizioni nazionali
- Campionato spagnolo: 1

Barcellona: 1944-1945
- Coppa Eva Duarte: 1

Barcellona: 1945

### Competizioni regionali
- Campionato di Valencia: 1

Valencia: 1939